# Rißer Hochkopf
Der Rißer Hochkopf ist ein 1348 m ü. NHN hoher Berg in den Bayerischen Voralpen im Isarwinkel. Der Berg befindet sich in der oberbayerischen Gemeinde Jachenau (Landkreis Bad Tölz-Wolfratshausen).
Zwischen der Jachenau im Norden und der Isar im Süden befinden sich im Isarwinkel die Isar- und Ochsensitzerberge, eine Berggruppe mit zahlreichen Gipfeln.
Der Rißer Hochkopf erhebt sich dabei etwas westlich oberhalb von Vorderriß, im Osten durch den Rißsattel vom Schürpfeneckberg getrennt. Er ist am einfachsten über den Rißsattel und anschließend weglos erreichbar.